# 591 Irmgard
591 Irmgard
591 Irmgard là một tiểu hành tinh ở vành đai chính. Nó được August Kopff phát hiện ngày 14.3.1906 ở Heidelberg và được đặt theo tên Irmgard, tên họ của phụ nữ Đức